# Çan
Pour les articles homonymes, voir CAN.
Çan est une ville et un district de la province de Çanakkale dans la région de Marmara en Turquie.